# Glaresis howdeni
Glaresis howdeni är en skalbaggsart som beskrevs av Gordon 1970. Glaresis howdeni ingår i släktet Glaresis och familjen Glaresidae. Inga underarter finns listade i Catalogue of Life.